# Lepidopoda lutescens
Lepidopoda lutescens is een vlinder uit de familie wespvlinders (Sesiidae), onderfamilie Sesiinae.
Lepidopoda lutescens is voor het eerst wetenschappelijk beschreven door Diakonoff in 1968. De soort komt voor in het Oriëntaals gebied.